# إلينغتون (نيويورك)
إلينغتون (بالإنجليزية: Ellington, New York)‏ هي بلدة أمريكية تقع في الولايات المتحدة في مقاطعة تشاتاقوا، نيويورك. يقدر عدد سكانها بـ 1,643 نسمة ومساحتها 94.7 كم2 و وترتفع عن سطح البحر 430 متر.